# Liga Americana
La Liga Americana (American League) o, más formalmente Liga Americana de Clubes de Béisbol Profesional (American League of Professional Baseball Clubs) -entiéndase más precisamente en castellano como "Liga Estadounidense"- es una de las dos ligas que conforman las Grandes Ligas de Béisbol. Fue desarrollada a partir de una liga menor la Liga Oeste (Western League), que aspiraba al estatus de Liga Mayor. La Liga Oeste se rellamó la Liga Americana el 11 de octubre de 1899, se declaró una Liga Mayor el 29 de enero de 1900, y se expandió en 1900-1901 a varias ciudades importantes y cambió su nombre.
La Liga Nacional (de anterior fecha de creación) se rehusaba a reconocer a la nueva liga y fue sólo después de mucho litigio que un acuerdo fue firmado que produjo la aceptación de cada liga como socio en iguales condiciones.
El ganador de la Serie de Campeonato de la Liga Americana obtiene el banderín de la Liga Americana y con ello el derecho para disputar la Serie Mundial.
Hasta la temporada 2024 los equipos de la Liga Americana han obtenido 68 ediciones de la Serie Mundial, el último obtenido por los Texas Rangers en la temporada 2023.

## Equipos originales
La Liga Americana se fundó en 1901 con ocho equipos:
- Baltimore Orioles (actuales New York Yankees)
- Boston Americans (actuales Boston Red Sox)
- Chicago White Stockings (actuales Chicago White Sox)
- Cleveland Bluebirds (actuales Cleveland Guardians)
- Detroit Tigers
- Milwaukee Brewers (actuales Baltimore Orioles)
- Philadelphia Athletics (actuales Oakland Athletics)
- Washington Senators (actuales Minesota Twins)

Las franquicias de Boston, Chicago, Cleveland y Detroit todavía existen en las mismas ciudades. Los Boston Americans se convirtieron en los Boston Red Sox y los Cleveland Blues se convirtieron en los actuales Cleveland Guardians.
Los Milwaukee Brewers se convirtieron en los St. Louis Browns en 1902. Los Baltimore Orioles se mudaron a Nueva York en 1903 y se conocen hoy como los New York Yankees. Así, la liga tuvo equipos en Boston, Chicago, Cleveland, Detroit, Filadelfia, Nueva York, St. Louis y Washington desde 1903 hasta 1953.
En 1954, Los St. Louis Browns se convirtieron en los Baltimore Orioles. Los Philadelphia Athletics se mudaron a Kansas City en 1955 y luego a Oakland en 1968. Los Washington Senators se reubicaron en 1961, convirtiéndose en los Minnesota Twins.

## Expansión y reubicación
La Liga Americana se ha expandido en cuatro ocasiones. La primera ocurrió en 1961, cuando los Anaheim Angels y los Washington Senators se unieron a la liga, sustituyendo a la franquicia anterior en Washington, la cual se acababa de reubicar en Minnesota. Esta segunda franquicia en Washington luego se mudaría a Dallas en 1972, convirtiéndose en los Texas Rangers.
La segunda expansión ocurrió en 1969 cuando los Kansas City Royals y los Seattle Pilots ingresaron en la Liga. Los Pilots solo duraron una temporada en Seattle antes de mudarse a Milwaukee, convirtiéndose en los actuales Milwaukee Brewers. En 1977, la tercera expansión tuvo lugar añadiendo a los Toronto Blue Jays y a los Seattle Mariners.
Una cuarta expansión tuvo lugar en 1998 cuando los Tampa Bay Devil Rays (hoy en día solo llamados Tampa Bay Rays) se agregaron y en la reorganización, los Brewers se mudaron a la recién creada División Central de la Liga Nacional.

## Postemporada
Hasta 1968, la Liga Americana se jugaba con un formato de división única, y el mejor equipo de la temporada regular clasificaba a la Serie Mundial. Cuando la liga se amplió a 12 equipos en 1969, ambas ligas adoptaron un formato de dos divisiones de seis equipos (Este y Oeste). Por tanto, a partir de dicha temporada, el mejor equipo de las dos divisiones avanzaban a la Serie de Campeonato, jugada a cinco partidos, y el campeón avanzaba a la Serie Mundial.
En 1985 comenzó a jugarse a siete partidos. En 1994, las ligas adoptaron un formato tres divisiones (Este, Oeste y Central), y una postemporada de cuatro equipos. Los campeones de las tres divisiones, más el cuarto mejor equipo de la liga, jugaban la Serie Divisional. Los dos ganadores avanzaban a la Serie de Campeonato, y el campeón de liga avanzaba a la Serie Mundial.
En 2012, la postemporada se amplió a cinco equipos. Los tres campeones de división clasifican a la Serie Divisional. En tanto, el cuarto y quinto mejor equipo de la liga juegan un repechaje a partido único, y el ganador avanza a la Serie Divisional.
Desde la temporada 2022 seis equipos clasifican a postemporada, cuatro de ellos ingresan en la ronda comodín de la postemporada, el campeón de división con menor récord y tres wildcard, está ronda se define al mejor de tres encuentros, mientras que en la serie divisional ingresan los dos campeones de división con mejor récord.

## Equipos

### División Este
- Baltimore Orioles
- Boston Red Sox
- New York Yankees
- Tampa Bay Rays
- Toronto Blue Jays

### División Central
- Chicago White Sox
- Cleveland Guardians
- Detroit Tigers
- Kansas City Royals
- Minnesota Twins

### División Oeste
- Athletics
- Houston Astros
- Los Angeles Angels
- Seattle Mariners
- Texas Rangers

## Resultados por equipo
Estadísticas actualizadas hasta la temporada 2024.
| Equipo              | Tïtulos de liga | Apariciones en postemporada | Campeonatos |
| ------------------- | --------------- | --------------------------- | --- |
| New York Yankees    | 41              | 59                          | 1921, 1922, 1923, 1926, 1927, 1928, 1932, 1936, 1937, 1938, 1939, 1941, 1942, 1943, 1947, 1949, 1950, 1951, 1952, 1953, 1955, 1956, 1957, 1958, 1960, 1961, 1962, 1963, 1964, 1976, 1977, 1978, 1981, 1996, 1998, 1999, 2000, 2001, 2003, 2009, 2024. |
| Athletics           | 15              | 29                          | 1902, 1905, 1910, 1911, 1913, 1914, 1929, 1930, 1931, 1972, 1973, 1974, 1988, 1989, 1990. |
| Boston Red Sox      | 14              | 25                          | 1903, 1904, 1912, 1915, 1916, 1918, 1946, 1967, 1975, 1986, 2004, 2007, 2013, 2018. |
| Detroit Tigers      | 11              | 17                          | 1907, 1908, 1909, 1934, 1935, 1940, 1945, 1968, 1984, 2006, 2012. |
| Baltimore Orioles   | 7               | 16                          | 1944, 1966, 1969, 1970, 1971, 1979, 1983. |
| Minnesota Twins     | 6               | 18                          | 1924, 1925, 1933, 1965, 1987, 1991. |
| Cleveland Guardians | 6               | 17                          | 1920, 1948, 1954, 1995, 1997, 2016. |
| Chicago White Sox   | 6               | 11                          | 1901, 1906, 1917, 1919, 1959, 2005. |
| Kansas City Royals  | 4               | 10                          | 1980, 1985, 2014, 2015. |
| Houston Astros      | 4               | 9                           | 2017, 2019, 2021, 2022. |
| Texas Rangers       | 3               | 10                          | 2010, 2011, 2023. |
| Toronto Blue Jays   | 2               | 10                          | 1992, 1993. |
| Tampa Bay Rays      | 2               | 9                           | 2008, 2020. |
| Los Angeles Angels  | 1               | 10                          | 2002. |
| Milwaukee Brewers   | 1               | 1                           | 1982. |
| Seattle Mariners    | 0               | 5                           | |